# Karina Banfi
Karina Verónica Banfi (Bahía Blanca, 27 de febrero de 1972) es una abogada y política argentina, diputada nacional por la UCR en la provincia de Buenos Aires para el periodo 2015-2019 y en el período 2019-2023.
Banfi nació en Bahía Blanca en 1972. Se recibió de abogada en la Facultad de Derecho de la Universidad de Buenos Aires. En 2016 se afilió a la Unión Cívica Radical, donde ocupó varios cargos dentro de la Juventud Radical entre 1990 y 2002, como delegada nacional ante la Unión Internacional de Juventudes Socialistas entre 2000 y 2002.

Durante los años 2000 coordinó programas regionales de transparencia y gobernabilidad para la Organización de los Estados Americanos. En Argentina, trabajó como investigadora en la Unidad AMIA del Ministerio de Justicia que se ocupó de las irregularidades en el juicio sobre el atentado contra la Asociación Mutual Israelita Argentina. 
En 2009 cofundó la Alianza Regional por la Libre Expresión e Información' de la que fue secretaria ejecutiva durante el periodo 2009-2013. Ya como diputada denunció el “clima hostil” del Gobierno contra la prensa y cruzó al oficialismo por sus ataques a periodistas. “Pedir cárcel para la prensa cruza una línea peligrosa y erosiona la democracia y la libertad de expresión en el continente americano, de la cual 
En 2015 fue elegida diputada nacional por la Provincia de Buenos Aires, para el periodo 2015-2019. Es autora del libro «Fuerza Colectiva: Aprendizajes de la Alianza Regional para la incidencia», secretaria del Grupo Nacional de Parlamentarians for Global Action.